# Aubry-du-Hainaut
Aubry-du-Hainaut é uma comuna francesa na região administrativa de Altos da França, no departamento do Norte. Estende-se por uma área de 4.32 km². Em 2010 a comuna tinha 1 721 habitantes (densidade: 398,4 hab./km²).